# Federico II de Alta Lotaringia
Federico II (fallecido en 1026) de la familia de Ardenas, fue conde de Bar y duque de Alta Lotaringia.

## Biografía
Era hijo del duque Teodorico I († 1026/1027) y de Riquilda de Blieskastel. En 1019 su padre le nombró corregente Tras la muerte del emperador Enrique II (1024) se unió al duque  Ernesto II de Suabia en la rebelión contra su sucesor Conrado II. Pronto hicieron las paces y se acordó su matrimonio con la cuñada de Conrado, Matilde de Suabia (* probablemente 988 - 29 de julio de 1031/1032), hija del duque Herman II de Suabia y su esposa Gerberga de Borgoña, quien era además hermana de la Emperatriz Gisela y viuda del duque Conrado I de Carintia.
Los hijos de Federico y Matilde fueron: 
- Sofía de Bar († 1093), condesa viuda de Mousson, en Amance, Bar y Sarreguemines; ∞ 1037 con el conde Luis de Montbéliard, Altkirch y Condado de Ferrette (Casa  *Federico III, Conde de Bar, duque de la Alta Lorena (1027-1033)
- Federico III, su sucesor
- Beatriz de Bar († 1076) ∞ en primeras nupcias en 1037 con Bonifacio III  de Toscana[3] († 1052) - fueron los padres de Matilde de Canossa; ∞ en segundas nupcias en 1054 con Godofredo II de Baja Lotaringia[4] apodado el Barbudo († 1069)

Federico II murió en 1026 y por lo tanto antes que su padre. Matilde se casó con su tercer esposo, el conde Esico de Ballenstedt.